# Олинго на Бедард
Олингото на Бедард (Bassaricyon beddardi) е вид хищник от семейство Енотови (Procyonidae). Видът не е застрашен от изчезване.

## Разпространение и местообитание
Разпространен е в Бразилия, Венецуела и Гвиана.
Обитава гористи местности, планини и възвишения.

## Описание
Теглото им е около 1,2 kg.